# Lijst van vlaggen van Zuid-Amerika
Dit artikel geeft een overzicht van internationale en nationale vlaggen in Zuid-Amerika.

## Vlaggen van internationale organisaties

Vlag van de Andesgemeenschap
Vlag van de Caricom
Vlag van het Centraal-Amerikaans Integratiesysteem
Vlag van de Gemeenschap van Portugeessprekende landen
Vlag van de Mercosur
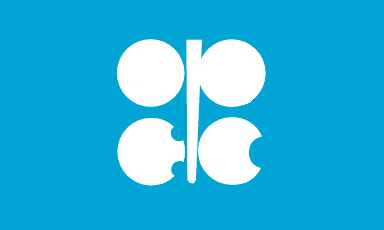
Vlag van de Organisatie van olie-exporterende landen
Vlag van de Unie van Zuid-Amerikaanse Naties

## Vlaggen van staten en afhankelijke gebieden

### Vlaggen van staten
| Kaart | Land       | Vlag | Artikel over de vlag | Ratio | Ingebruikname     |
| ----- | ---------- | ---- | -------------------- | ----- | ----------------- |
|       | Argentinië |      | Vlag van Argentinië  | 9:14  | 1861              |
|       | Bolivia    |      | Vlag van Bolivia     | 15:22 | 25 juli 1851      |
|       | Brazilië   |      | Vlag van Brazilië    | 7:10  | 19 november 1889  |
|       | Chili      |      | Vlag van Chili       | 2:3   | 12 februari 1818  |
|       | Colombia   |      | Vlag van Colombia    | 2:3   | 26 november 1861  |
|       | Ecuador    |      | Vlag van Ecuador     | 2:3   | 26 september 1860 |
|       | Guyana     |      | Vlag van Guyana      | 3:5   | 26 mei 1966       |
|       | Panama     |      | Vlag van Panama      | 2:3   | 3 november 1903   |
|       | Paraguay   |      | Vlag van Paraguay    | 11:20 | 1842              |
|       | Peru       |      | Vlag van Peru        | 2:3   | 25 februari 1825  |
|       | Suriname   |      | Vlag van Suriname    | 2:3   | 25 november 1975  |
|       | Uruguay    |      | Vlag van Uruguay     | 2:3   | 11 juli 1830      |
|       | Venezuela  |      | Vlag van Venezuela   | 2:3   | 12 maart 2006     |

### Vlaggen van afhankelijke gebieden
| Kaart | Land                                                                 | Vlag | Artikel over de vlag                                    | Ratio | Ingebruikname       |
| ----- | -------------------------------------------------------------------- | ---- | ------------------------------------------------------- | ----- | ------------------- |
|       | Bouvet (Noorwegen)                                                   |      | Vlag van Bouvet                                         | 8:11  | Geen officiële vlag |
|       | Falklandeilanden (Verenigd Koninkrijk)                               |      | Vlag van de Falklandeilanden                            | 1:2   | 25 januari 1999     |
|       | Frans-Guyana (Frankrijk)                                             |      | Vlag van Frans-Guyana                                   | 2:3   | 15 februari 1794    |
|       | Zuid-Georgia en de Zuidelijke Sandwicheilanden (Verenigd Koninkrijk) |      | Vlag van Zuid-Georgia en de Zuidelijke Sandwicheilanden | 1:2   | 3 oktober 1985      |

## Vlaggen van historische staten
- Koninkrijk Araucanië en Patagonië - zie het artikel: Vlag van Araucanië en Patagonië
- Granadijnse Confederatie - zie het artikel: Vlag van Colombia
- Republiek Juliana - zie het artikel: Vlag van de Republiek Juliana
- Nederlands-Brazilië - zie het artikel: Vlag van Nederlands-Brazilië
- Republiek Piratini - zie het artikel: Vlag van de Republiek Piratini

## Vlaggen van gebieden met separatistische of irredentistische bewegingen

Vlag van Frans-Guyana
Vlag van Patagonië
Vlag van Mapuche
Vlag van Regio Zuid
Vlag van Rio Grande do Sul
Vlag van São Paulo

## Vlaggen van hoofdsteden

Vlag van Buenos Aires (Argentinië)
Vlag van Sucre (Bolivia)
Vlag van Brasilia (Brazilië)
Vlag van Santiago (Chili)
Vlag van Bogota (Colombia)
Vlag van Quito (Ecuador)
Vlag van Georgetown (Guyana)
Vlag van Panama-Stad (Panama)
Vlag van Asuncion (Paraguay)
Vlag van Lima (Peru)
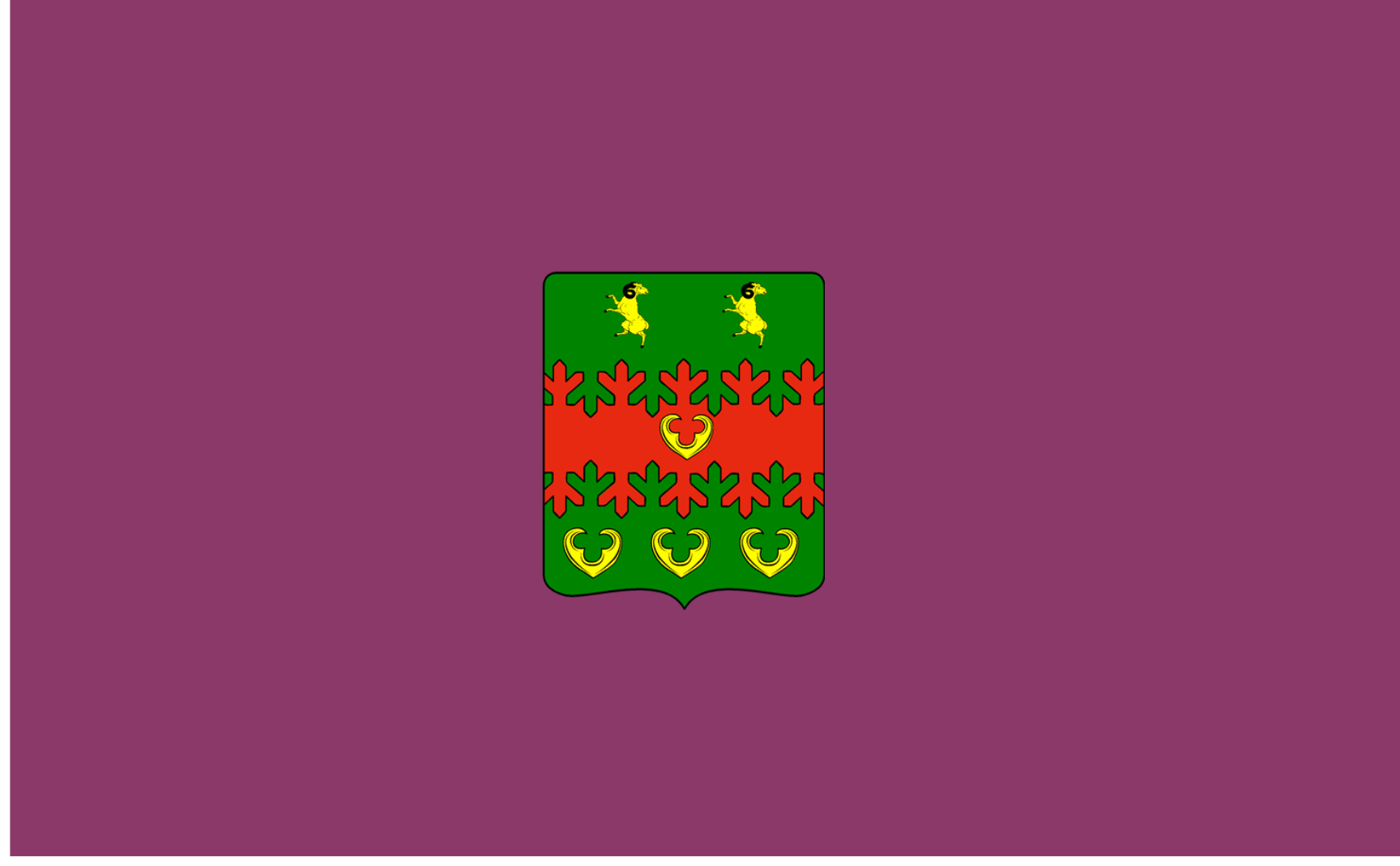
Vlag van Paramaribo (Suriname)
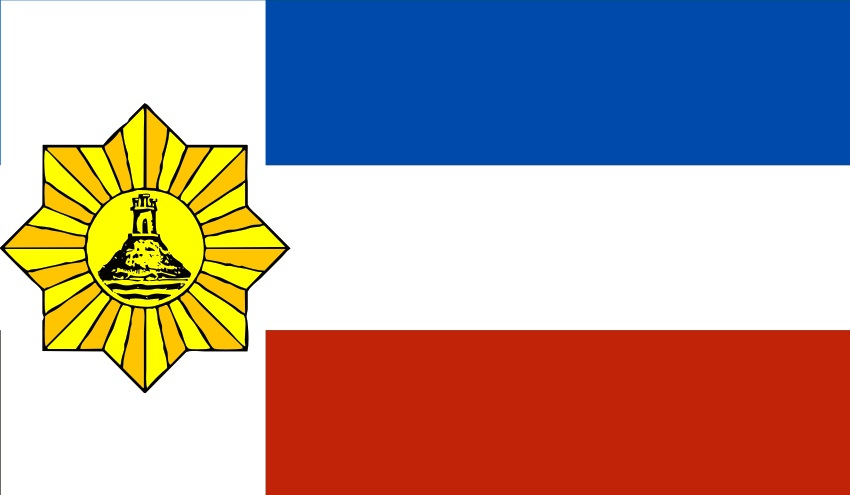
Vlag van Montevideo (Uruguay)
Vlag van Caracas (Venezuela)

## Vlaggenlijsten per land
| Land               | Lijst                                    | Deelgebieden                                              | Gemeenten                                              |
| ------------------ | ---------------------------------------- | --------------------------------------------------------- | ------------------------------------------------------ |
| Argentinië         | Lijst van vlaggen van Argentinië         | Lijst van vlaggen van Argentijnse deelgebieden            | Lijst van vlaggen van Argentijnse gemeenten            |
| Bolivia            | Lijst van vlaggen van Bolivia            | Lijst van vlaggen van Boliviaanse deelgebieden            | Lijst van vlaggen van Boliviaanse gemeenten            |
| Brazilië           | Lijst van vlaggen van Brazilië           | Lijst van vlaggen van Braziliaanse deelgebieden           | Lijst van vlaggen van Braziliaanse gemeenten           |
| Chili              | Lijst van vlaggen van Chili              | Lijst van vlaggen van Chileense deelgebieden              | Lijst van vlaggen van Chileense gemeenten              |
| Colombia           | Lijst van vlaggen van Colombia           | Lijst van vlaggen van Colombiaanse deelgebieden           | Lijst van vlaggen van Colombiaanse gemeenten           |
| Ecuador            | Lijst van vlaggen van Ecuador            | Lijst van vlaggen van Ecuadoriaanse deelgebieden          | Lijst van vlaggen van Ecuadoriaanse gemeenten          |
| Guyana             | Lijst van vlaggen van Guyana             | Lijst van vlaggen van Guyaanse deelgebieden               | Lijst van vlaggen van Guyaanse gemeenten               |
| Panama             | Lijst van vlaggen van Panama             | Lijst van vlaggen van Panamese deelgebieden               | Lijst van vlaggen van Panamese gemeenten               |
| Paraguay           | Lijst van vlaggen van Paraguay           | Lijst van vlaggen van Paraguayaanse deelgebieden          | Lijst van vlaggen van Paraguayaanse gemeenten          |
| Peru               | Lijst van vlaggen van Peru               | Lijst van vlaggen van Peruaanse deelgebieden              | Lijst van vlaggen van Peruaanse gemeenten              |
| Suriname           | Lijst van vlaggen van Suriname           | Lijst van vlaggen van Surinaamse deelgebieden             | Lijst van vlaggen van Surinaamse gemeenten             |
| Trinidad en Tobago | Lijst van vlaggen van Trinidad en Tobago | Lijst van vlaggen van deelgebieden van Trinidad en Tobago | Lijst van vlaggen van gemeenten van Trinidad en Tobago |
| Uruguay            | Lijst van vlaggen van Uruguay            | Lijst van vlaggen van Uruguayaanse deelgebieden           | Lijst van vlaggen van Uruguayaanse gemeenten           |
| Venezuela          | Lijst van vlaggen van Venezuela          | Lijst van vlaggen van Venezolaanse deelgebieden           | Lijst van vlaggen van Venezolaanse gemeenten           |

Lijst van vlaggen van Zuid-Amerika
Argentinië · Bolivia · Brazilië · Chili · Colombia · Ecuador · Guyana · Paraguay · Peru · Suriname · Uruguay · Venezuela
Afhankelijke gebieden

Aruba · Curaçao · Falklandeilanden · Frans-Guyana · Zuid-Georgië en de Zuidelijke Sandwicheilanden